# Furci
Furci (Fùrcie o Fúrciə in abruzzese) è un comune italiano di 784 abitanti della provincia di Chieti in Abruzzo.

## Storia
Nel paese sono state trovate delle monete e dei monili risalenti ad un periodo compreso tra il I ed il II secolo d.C. Per il periodo successivo si hanno poche notizie. Del Medioevo si sa che fu concessa in feudo a Odorisio, conte di origine franca.
Il nome deriverebbe da "piccola fortezza", abbreviazione che successivamente si concretizzò in nome. Una leggenda vuole che tre fratelli, uno di Monteodorisio, uno di Furci e l'altro di Palmoli, si unirono insieme per creare un triangolo di torri-castello nel IX secolo, onde impedire le scorrerie saracene. Per tutto il XII secolo Furci fece parte della contea di Loreto Aprutino; prima faceva parte dei feudi del monastero benedettino di Sant'Angelo in Cornacchiano nel territorio di Fresagrandinaria, uno dei monasteri benedettini sorti nell'area del Trigno-Sinello insieme al monastero di Paglieta, Palmoli e Pollutri, tutte grance delle più ampie abbazie di Santo Stefano in Rivomaris a Casalbordino e San Salvo del Trigno.
Nel 1316 lo storico Anton Ludovico Antinori riferisce, nella Corografia degli Abruzzi, che il possessore di Furci era Pietro di Grandinato; poi Furci passò a Gentile di Grandinato, cadetto di Carlo I d'Angiò, signore anche di Acquaviva, Castelletto, Pollutri, Salavento (San Salvo) e Sant'Anzuino. Nel 1324-1325 le chiese di Furci erano sotto la diocesi di Chieti, pur pagando le decime al monastero di Sant'Angelo. L'abbazia, come ha dimostrato lo storico Davide Aquilano, sorse sopra un tempietto votivo presso il tratturo Centurelle-Montesecco e fino al XIII secolo era a capo di un vasto nucleo territoriale comprendente le grance di San Nicola di Canale di Pollutri, Furci, Moro e Santa Maria del Monte di Castiglione Messer Marino, Roccaspinalveti, Fraine e Tufillo.
Nel XV secolo Furci apparteneva alla contea di Monteodorisio, comprendente anche Casalanguida, Casalbordino, Cupello, Gissi, Guilmi, Lentella, Pollutri, Scerni e Villalfonsina, sotto il controllo di Perdicasso Barile, condottiero avversario di Jacopo Caldora, che nel 1427 aveva ottenuto il feudo di Vasto. Nel XVI secolo Monteodorisio diventa un feudo dei nuovi signori di Vasto, i d'Avalos; indi Furci viene aggregata al principato di San Buono, sotto il controllo di Marino Caracciolo.
Non si ebbero poi eventi storici di rilievo fino all'epoca risorgimentale, quando Furci diede i natali all'intellettuale Cesare de Horatiis, che si distinse come rivoluzionario abruzzese chietino. Durante il brigantaggio postunitario, a Furci operò la banda del brigante lisciano Giuseppe Pomponio. Di Furci era il suo compare Intino, che saccheggiava le masserie e rapiva i bambini in cerca di riscatto. Quando i gendarmi piemontesi attaccarono Furci, il brigante Pomponio morì presso una fonte, chiamata "fonte di Pomponio" fino al 1935, quando franò.

### Simboli
Lo stemma e il gonfalone sono stati concessi con DPR del 19 settembre 1995.
Lo stemma raffigura in campo d'argento il beato Angelo da Furci, in piedi su una pianura di rosso, che tiene con la mano destra la palma del martirio e con la sinistra un libro aperto, ed è sormontato dalle lettere maiuscole B, A e F di rosso. Sotto lo scudo, su un nastro bifido svolazzante, il motto latino Patriae suae defensor.
Il gonfalone è un drappo rettangolare di rosso.

## Monumenti e luoghi d'interesse

### Architetture religiose

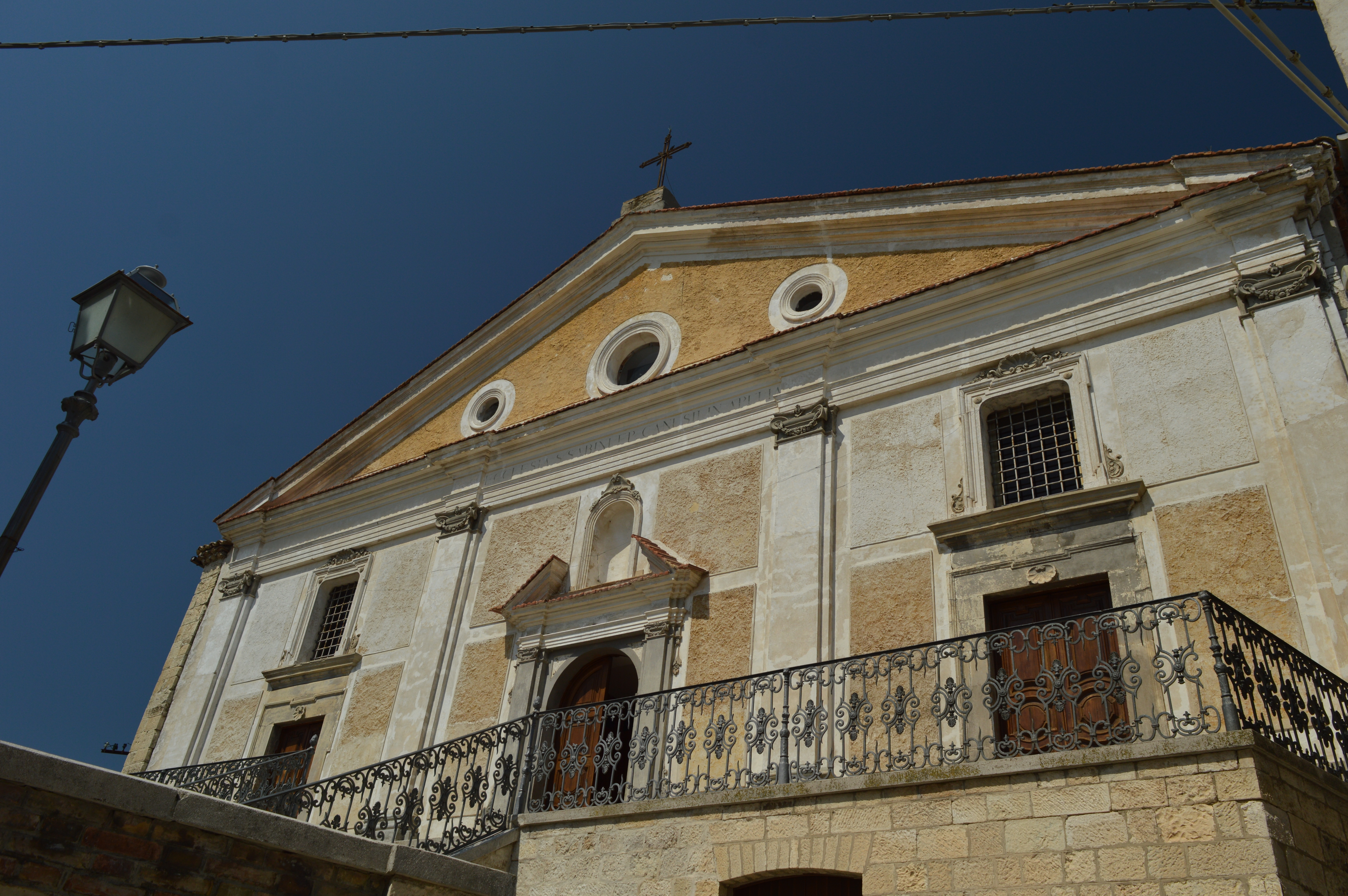
Chiesa di San Sabino Vescovo
È sita in via Cesare Battisti. Risale ad un periodo antecedente al XVII secolo ed ha subito delle trasformazioni nel XVIII-XIX secolo. L'edificio religioso è posto su di un basamento con prospetto con frontone in stile classico. La facciata è intonacata, decorata con stucchi e lesene. Il campanile è in pietra e consta di una base quadrangolare; è inoltre suddiviso in più livelli da cornici marcapiano e la cupola è a bulbo rivestito da piastrelle in ceramica smaltata. L'interno è a tre navate. Nel XIX secolo sono state aggiunte le cappelle laterali ed una piccola cupola.

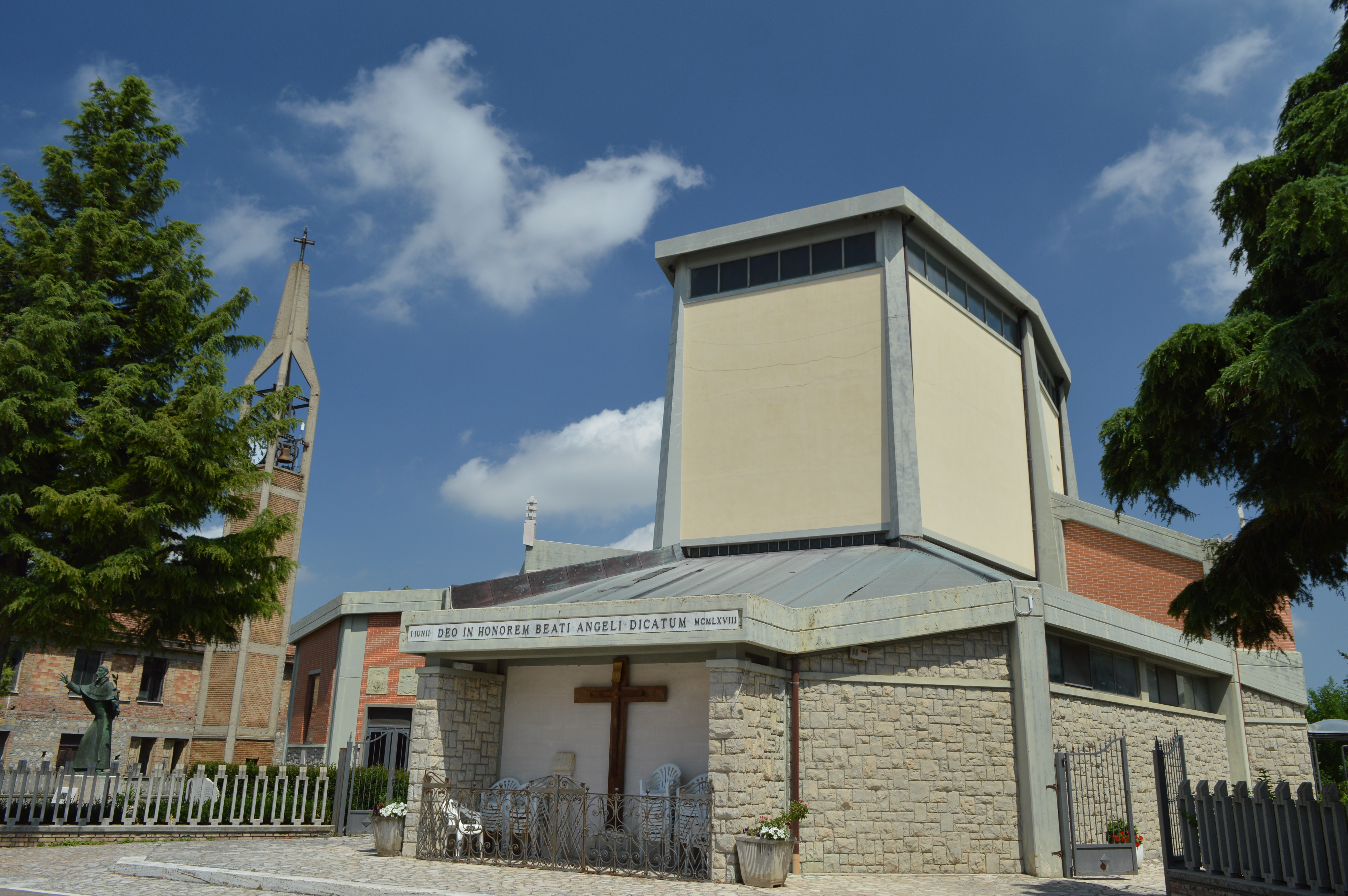
Santuario del Beato Angelo
Si trova nella parte moderna del paese; nel 1808 le reliquie del Beato Angelo furono traslate da Napoli a Furci, presso la parrocchia di San Sabino e vi rimasero sino al 1990, quando furono collocate nel nuovo santuario nella parte moderna di Furci, sorta già nel 1968 e benedetta da papa Paolo VI. Nel 1993 la chiesa, semplice parrocchia suffraganea a quella di San Sabino, venne eletta a santuario da parte di monsignor Antonio Valentino dell'arcidiocesi di Chieti-Vasto. Il santuario fu costruito in uno stile molto semplice, a pianta ellittica, con un nartece in cemento armato per l'ingresso, con tettoia, e cupola superiore senza tamburo. L'interno è molto sobrio, con decorazioni in pietra solo presso l'altare maggiore centrale, a fare da contrasto con la sobrietà delle pareti. L'altare contiene l'urna con il corpo del Beato Angelo; la statua è rivestita di abito agostiniano, foderata di ermesino celeste, con lastre di vetro ai tre lati. Si conserva anche la lapide originale della prima sepoltura del Beato Angelo nel convento di Sant'Agostino a Napoli.

### Architetture civili

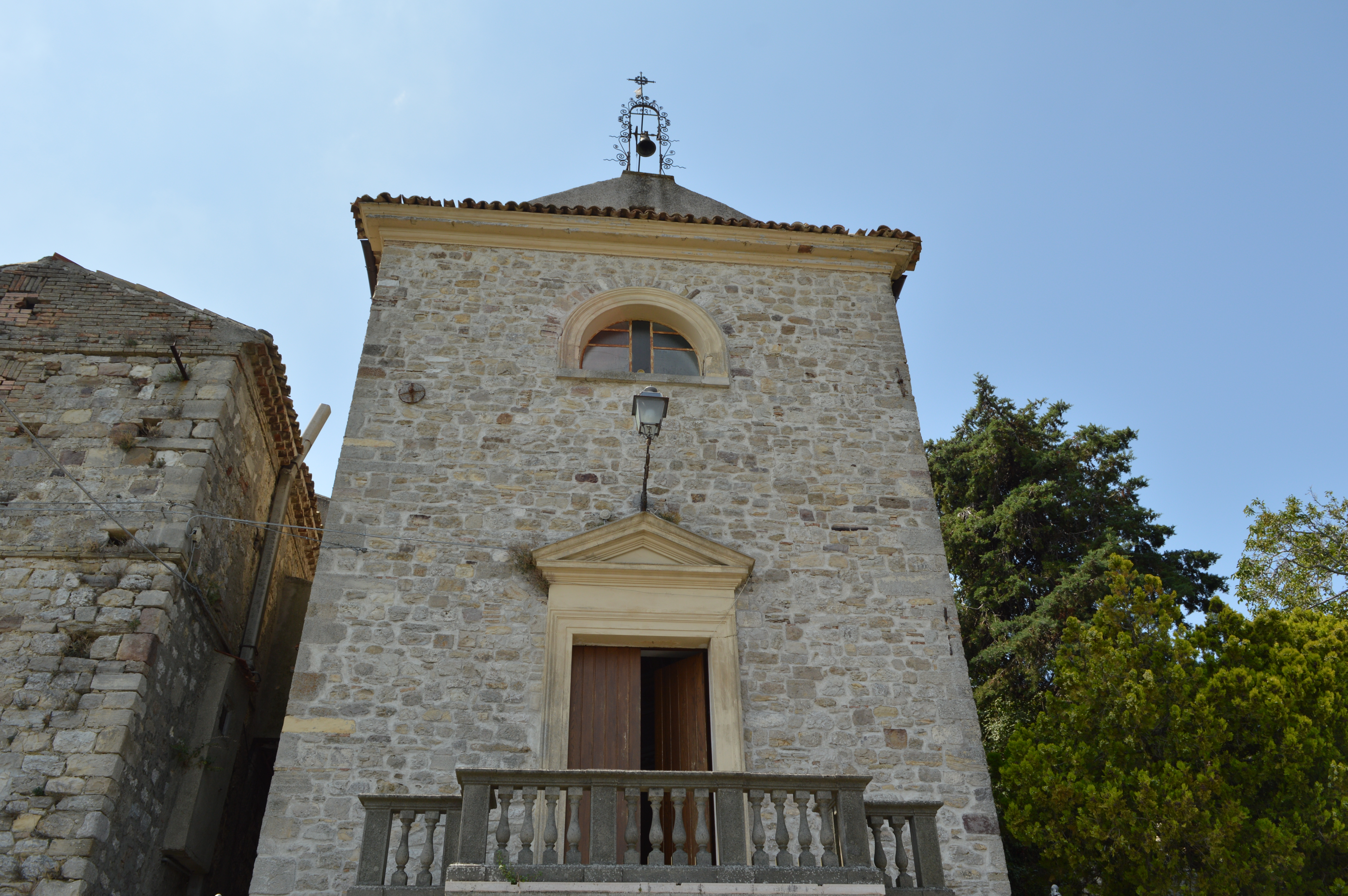
Casa natale del Beato Angelo
La casa natale del Beato Angelo si trova nella parte nord del paese antico, in via Casa Beato Angelo; l'originale non esiste più: già dal XIV secolo fu trasformata in chiesa, ma a causa delle frane fu ricostruita varie volte. Si presenta in stile molto semplice, a pianta rettangolare in pietra concia, con facciata piana a sommità a tetto spiovente, senza finestre, con portale centrale di ingresso. L'interno a navata ubica è intonacato di bianco, con la nicchia della statua processionale; presso la cripta si conserva la nicchia dove avrebbe vissuto il santo quando esisteva la casa paterna.

### Architetture militari
Torre medievale
Il primo impianto risale al XII secolo, ampliato poi nel XV secolo con una cinta muraria ellittica, con l'accesso dalla porta con torre in piazza Umberto I. Del borgo si può ammirare la torre medievale che si trova presso l'ingresso del centro storico. La torre è collegata ad un palazzetto nobiliare. La base della torre risale al XIII-XIV secolo, mentre la parte superiore risale al XV secolo.

## Società

### Evoluzione demografica
Abitanti censiti

### Etnie e minoranze straniere
Secondo i dati dell'ISTAT, al 31 dicembre 2021 la popolazione straniera residente ammonta a 24 persone, pari al 2,9% della popolazione residente a Furci.

### Lingue e dialetti
Il dialetto furcese ricade nel sistema dei dialetti meridionali intermedi, all'interno dell'area dell'abruzzese orientale adriatico.

### Tradizioni e folclore
La manifestazione di maggior importanza a Furci è la festa patronale del Beato Angelo, che si svolge nei giorni 6 febbraio, 17 maggio e 13 settembre.

## Economia
Fino al XIX secolo l'attività economica di Furci era primariamente l'agricoltura. Nel 1966 esisteva una manifattura di ceramica chiamata ARCE, come riporta lo studioso di abruzzesistica Alessandro Morelli.

## Amministrazione
A partire dal 1994 si sono alternati nella storia amministrativa di Furci primi cittadini di orientamento politico democristiano, indipendente e civico, con affinità perlopiù verso il centrismo; dal 2022 il governo del comune è affidato ad un'amministrazione civica.
| Periodo        | Periodo        | Primo cittadino           | Partito                                                              | Carica  | Note  |
| -------------- | -------------- | ------------------------- | -------------------------------------------------------------------- | ------- | ----- |
| 18 aprile 1989 | 12 giugno 1994 | Pompeo Marco Riccione     | Democrazia Cristiana                                                 | Sindaco | [ 1 ] |
| 13 giugno 1994 | 27 maggio 2002 | Filippo Michele Cianciosi | Indipendente (1994-1998) Lista civica di centro-sinistra (1998-2002) | Sindaco | [ 1 ] |
| 28 maggio 2002 | 6 maggio 2012  | Angelo Argentieri         | Lista civica Insieme per crescere                                    | Sindaco | [ 1 ] |
| 7 maggio 2012  | 12 giugno 2022 | Angelo Marchione          | Lista civica Uniti verso il futuro                                   | Sindaco | [ 1 ] |
| 13 giugno 2022 | in carica      | Fabio Di Vito             | Lista civica Uniti verso il futuro                                   | Sindaco | [ 1 ] |

### Gemellaggi
- Bondy, dal 1999[19]

### Altre informazioni amministrative
Dal 1976 al 2008 il comune ha fatto parte della comunità montana Medio Vastese (zona T), avente sede a Gissi.